# باشگاه فرهنگی ورزشی دبی
باشگاه فرهنگی ورزشی دبی (به عربی: نادي دبي الثقافي الریاضي) یک باشگاه فوتبال از امارات متحده عربی بود که در شهر دبی پایه‌گذاری شده بود.
این باشگاه در سال ۱۹۹۶ میلادی تأسیس شد.
در سال ۲۰۱۷، این باشگاه به همراه الشباب با الاهلی ادغام شدند و نام باشگاه به شباب الاهلی تغییر یافت.